# Dany Gonçalves
Dany Gonçalves (né le 14 mars 1985) est un athlète portugais, spécialiste sprint et du relais 4 × 100 m.
Avec l'équipe du Portugal (2er1 à Leiria le 20 juin 2009 et composée de Dany Gonçalves, Arnaldo Abrantes, João Ferreira et Francis Obikwelu), il détenait le record national en 39 s 02, établi en 2009, battu sans lui en 2010. Il est champion du Portugal en salle sur 200 m en 2008.